# Mémorial des reporters de Bayeux
Le Mémorial des reporters de Bayeux est un mémorial construit à Bayeux, dans le Calvados. Inauguré en 2006, il a été construit en partenariat avec l'association Reporters sans frontières et a pour but de garder la mémoire des journalistes et reporters tués lors de conflits militaires ou assassinés dans le cadre de leur travail.

## Localisation
Il est situé boulevard Fabian Ware, à proximité immédiate du cimetière militaire britannique.

## Histoire du monument
L'idée d'un monument en souvenir des reporters de guerre germe lors des divers éditions du Prix Bayeux-Calvados des correspondants de guerre, créé en 1994, pour le 50e anniversaire du débarquement de Normandie.
L'inauguration du monument a lieu le 7 octobre 2006. Premier mémorial à la mémoire des journalistes, il est conçu et réalisé par l’architecte-paysagiste Samuel Craquelin. À l'inauguration, près de 2000 noms sont inscrits sur les stèles du mémorial.
En 2008, le Mémorial est primé lors du Concours national des Victoires des paysages.
Le 11 janvier 2015, lors des Manifestations républicaines faisant suite aux attentats de janvier 2015, la manifestation de Bayeux, rassemblant environ 10 000 personnes, se termine au Mémorial des Reporters.

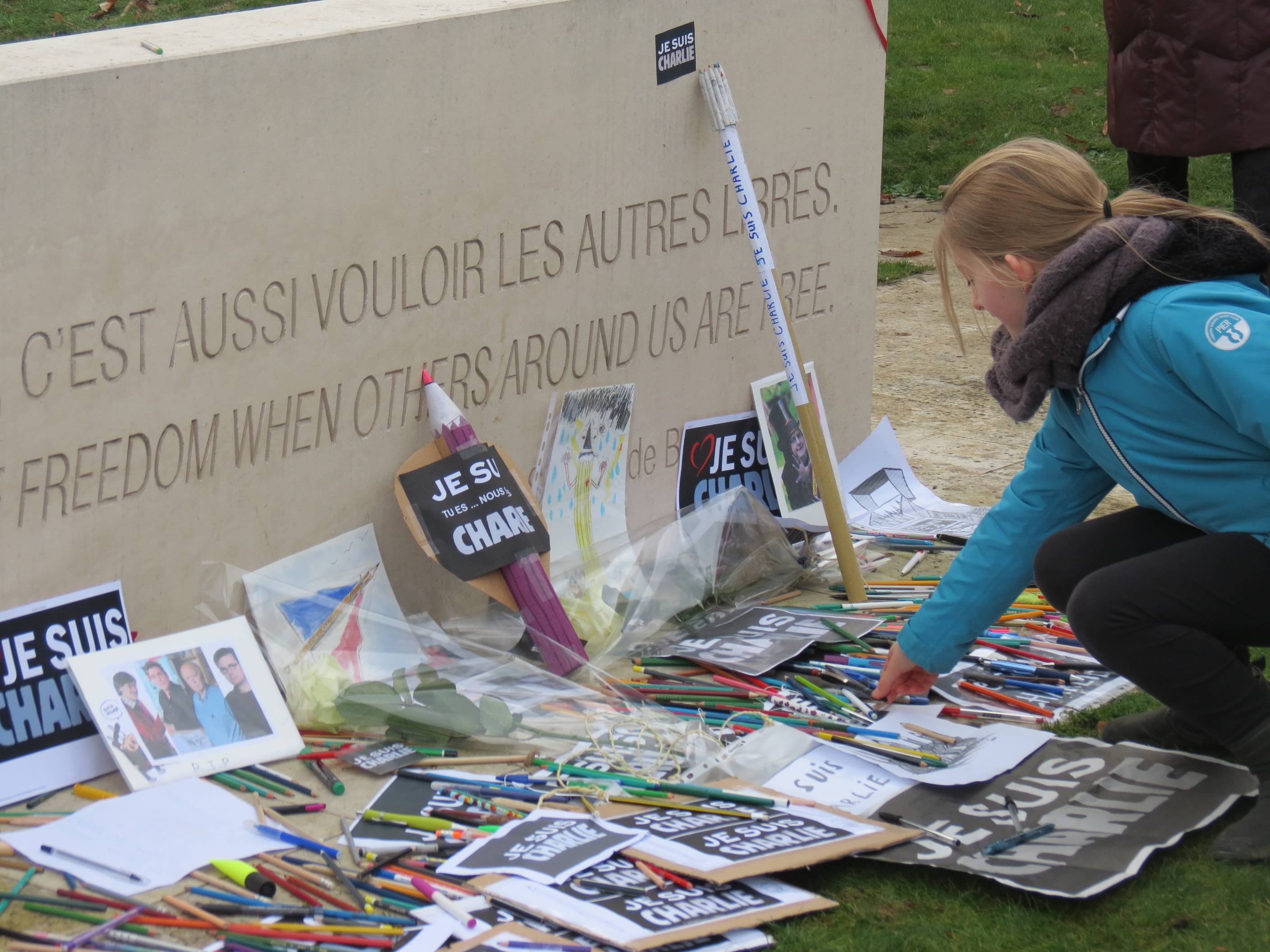
Jeune fille déposant un stylo lors de la manifestation du 11 janvier.
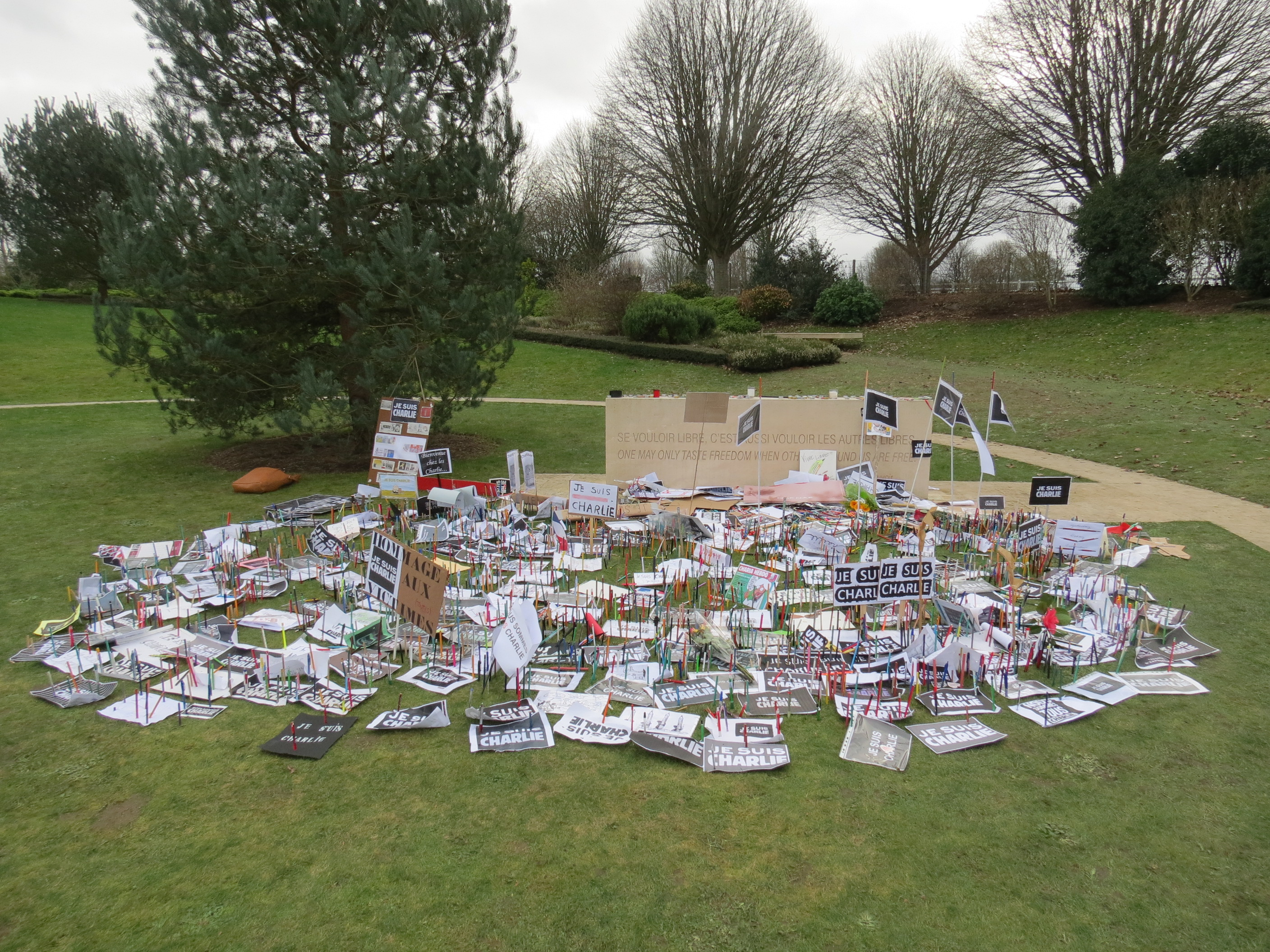
Stèle après la manifestation.
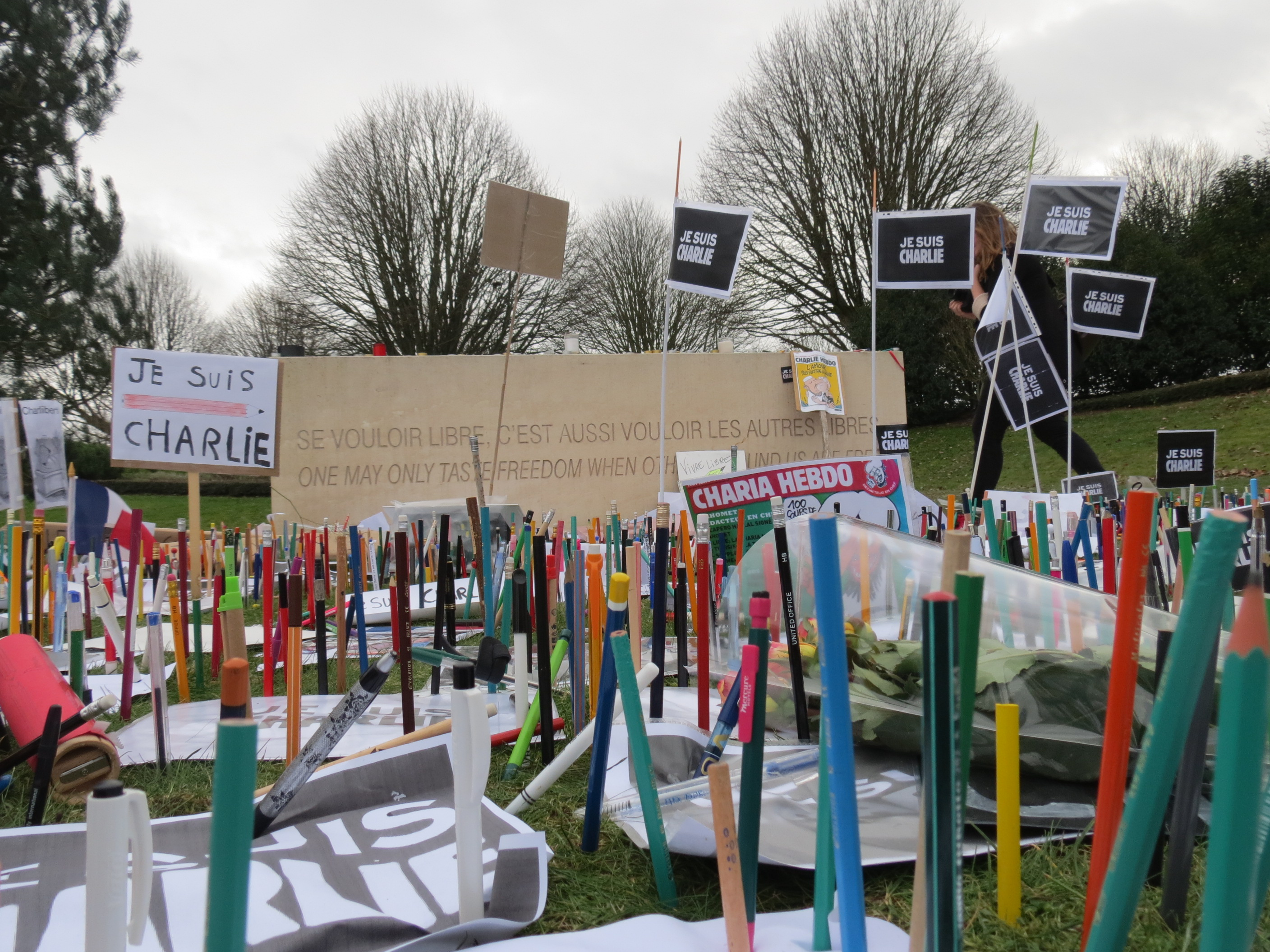
Stèle, crayons et slogans.

En 2016, à l'initiative de la Fondation Reporters Missing in Action rassemblant des familles de reporters dont les corps n'ont jamais été retrouvés, un monument a été placé à l'entrée du Mémorial.

## Organisation
Le mémorial consiste en une promenade paysagère au long de laquelle sont installés des stèles blanches. Les noms des journalistes y sont gravés par années. L'inauguration des nouveaux noms et stèles du mémorial se fait en octobre, lors du Prix Bayeux-Calvados des correspondants de guerre. L'inauguration de la stèle 2013-2014 se fait en présence des parents du journaliste James Foley tandis que l'inauguration de la stèle 2014-2015 se fait en présence de membres de Charlie Hebdo, dont le caricaturiste Riss.

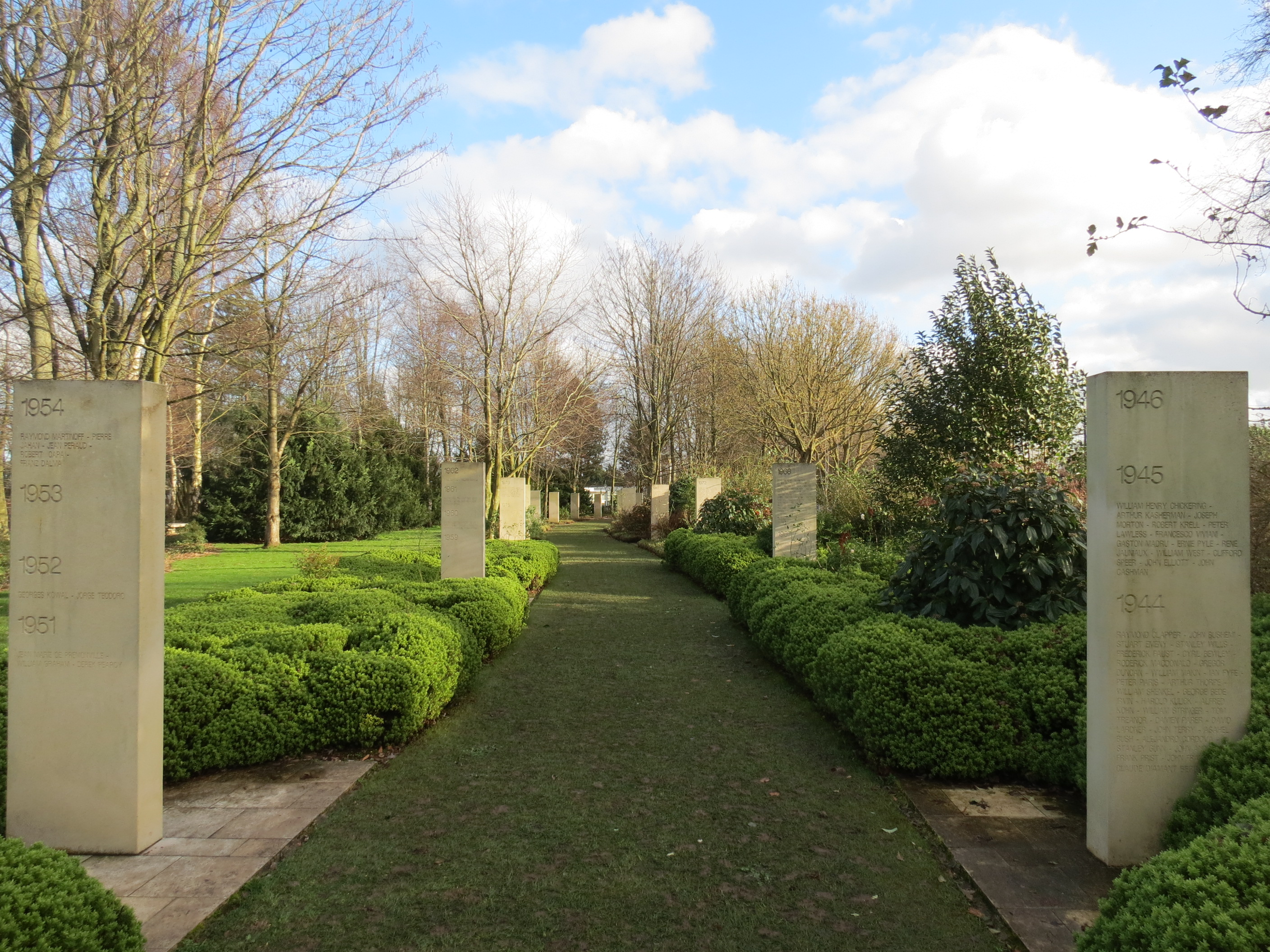
Début du mémorial.
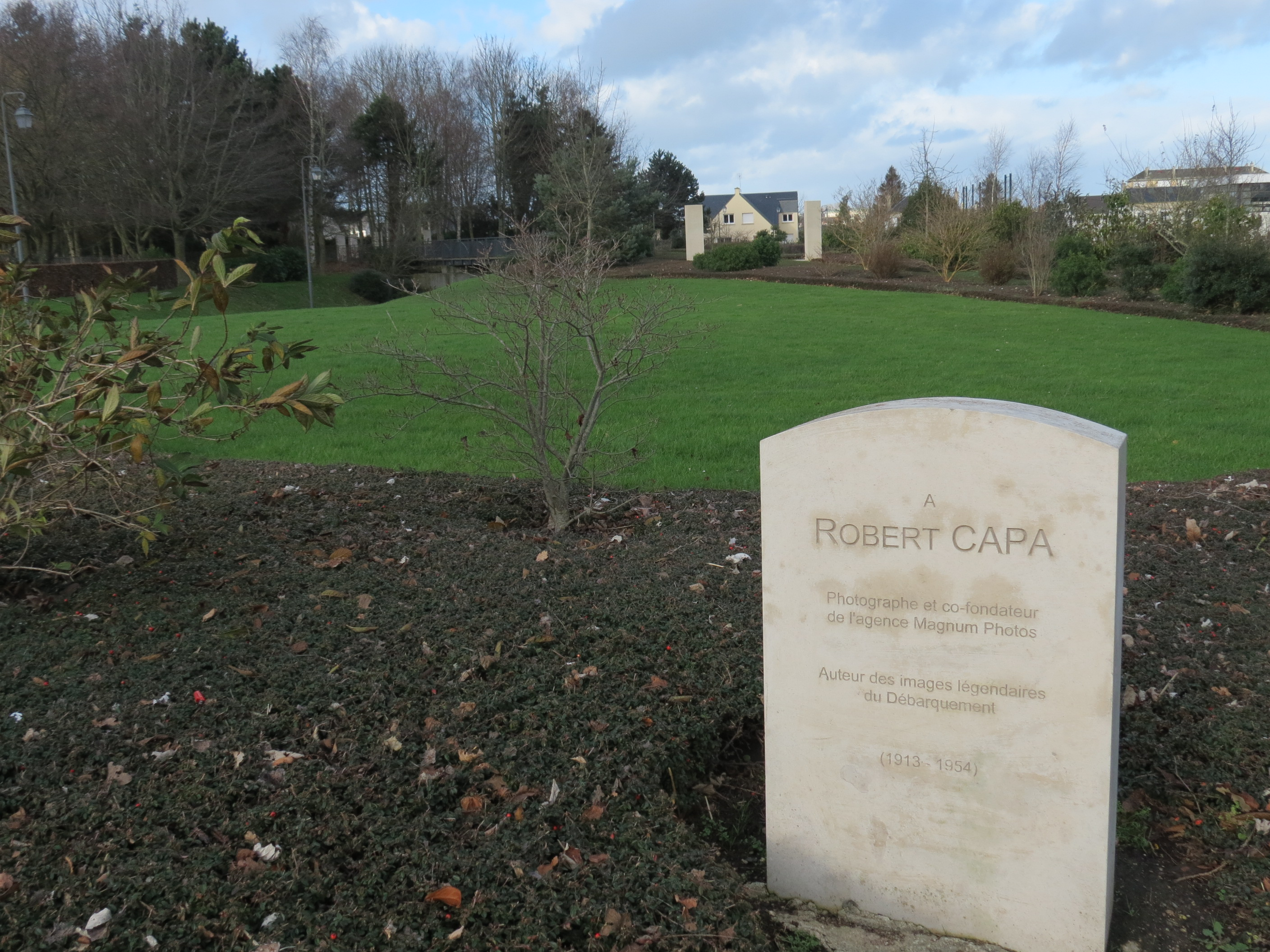
Seconde entrée et stèle à Robert Capa.
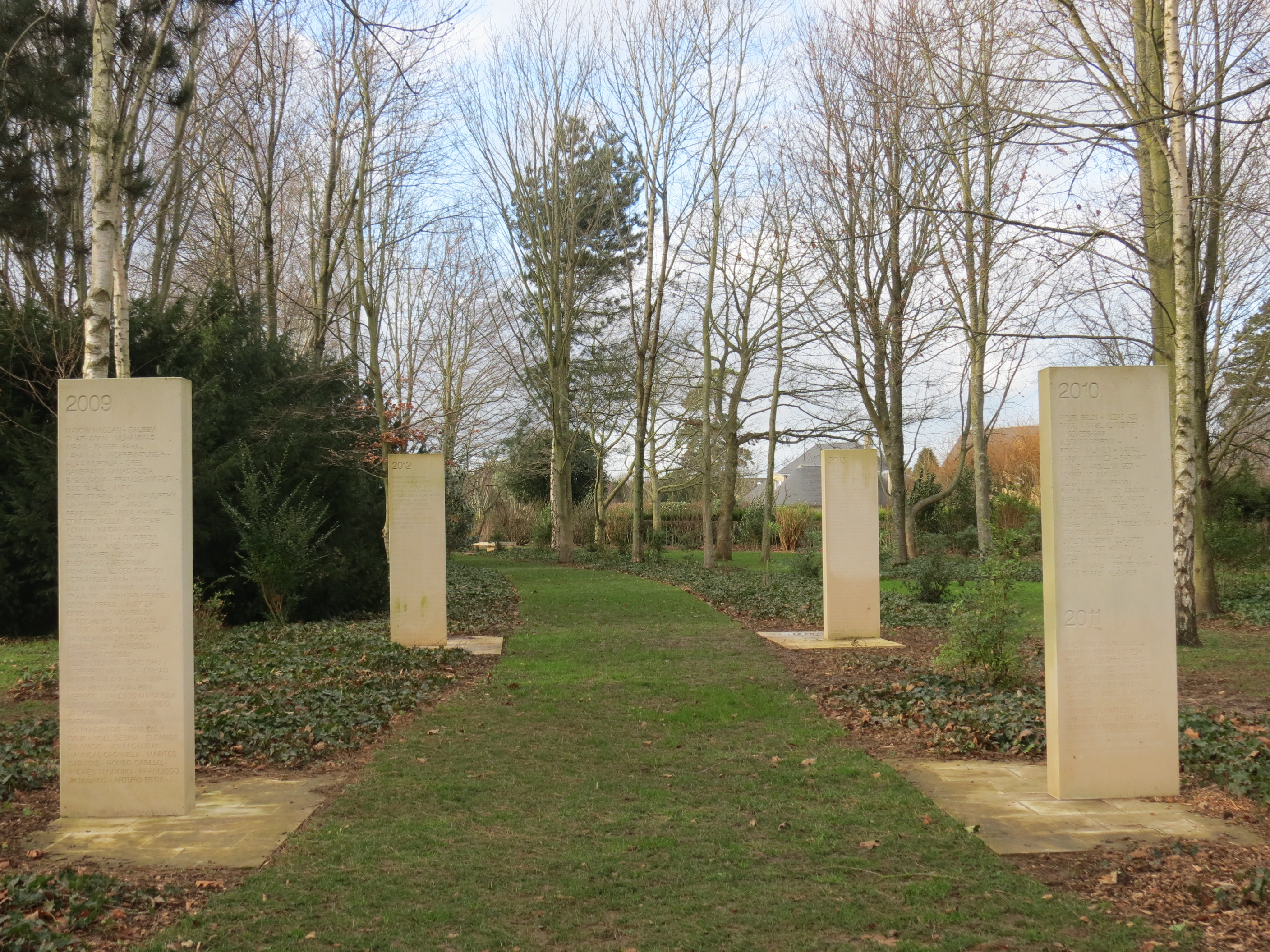
Stèles de 2010 à 2014.
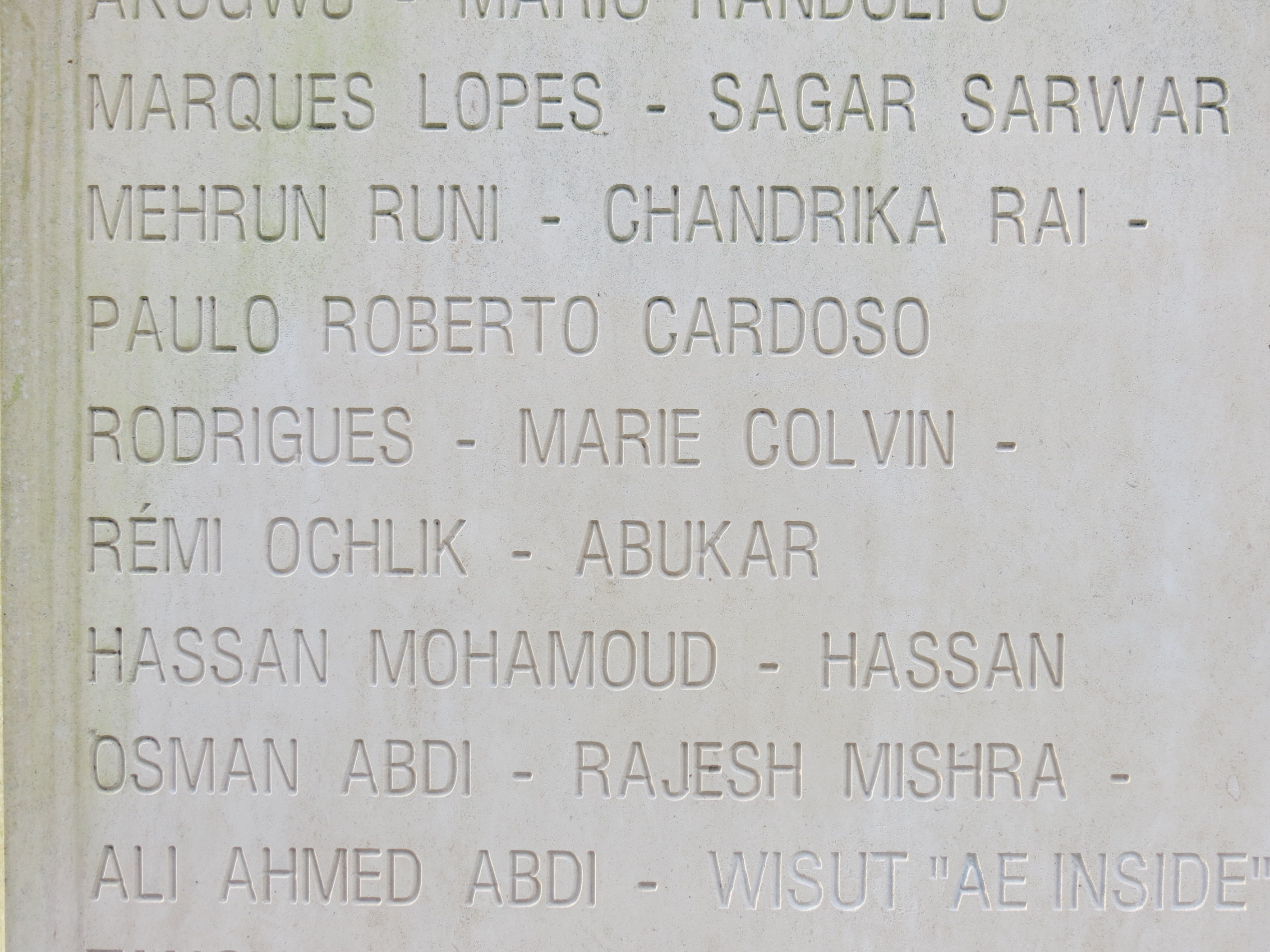
Détail de la stèle de 2012, sur laquelle sont gravés (entre autres) les noms de Marie Colvin et Rémi Ochlik.

## Noms inscrits
Le mémorial porte le nom de plusieurs milliers de reporters et journalistes tués. Parmi eux (noms suivis des pays et années de leur décès) :
- Robert Capa (Vietnam, 1954)
- Charles Eggleston (en) (Vietnam, 1968)
- Claude Arpin-Pont (Cambodge, 1970)
- Dana Stone (Cambodge, 1970)
- Sean Flynn (Cambodge, 1970)
- Gilles Caron (Cambodge, 1970)
- Paul Leandri (vi) (Vietnam, 1975)
- Orlando Martínez (en) (République dominicaine, 1975)
- Michel Laurent (Vietnam, 1975)
- Daniel Pearl (Pakistan, 2002)
- Shinsuke Hashida (ja) (Irak, 2004)
- Brad Will (Mexique, 2006)
- Tim Hetherington (Libye, 2011)
- Gilles Jacquier (Syrie, 2012)
- Marie Colvin (Syrie, 2012)
- Rémi Ochlik (Syrie, 2012)
- Ali Ahmed Abdi (en) (Somalie, 2012)
- Wisut « Ae Inside » Tangwittayaporn (en) (Thaïlande, 2012)
- Camille Lepage (République centrafricaine, 2014)
- James Foley (Syrie, 2014)
- Les victimes de l'attentat contre Charlie Hebdo (France, 2015) :
  - Jean Cabut
  - Elsa Cayat
  - Stéphane Charbonnier
  - Philippe Honoré
  - Bernard Maris
  - Mustapha Ourrad
  - Bernard Verlhac
  - Georges Wolinski
- Elidio Ramos Zárate (en) (Mexique, 2016)
- Ibrahim Al-Omar (Syrie, 2016)
- Pedro Tamayo Rosas (es) (Mexique, 2016)
- Pavel Cheremet (orthographié Sheremet) (Ukraine, 2016)
- Javier Valdez Cárdenas (Mexique, 2017)
- Bakhtiyar Haddad (orthographié Bakhtiar) (Irak, 2017)
- Stéphan Villeneuve (Irak, 2017)
- Véronique Robert (Irak, 2017)
- Gauri Lankesh (Inde, 2017)
- Daphne Caruana Galizia (Malte, 2017)
- Shah Marai (Afghanistan, 2018)
- Rouhollah Zam (Iran, 2020)
- Giórgos Karaïváz (Grèce, 2021)
- Roberto Fraile (en) (Burkina Faso, 2021)
- David Beriáin (en) (Burkina Faso, 2021)
- Peter R. de Vries (Pays-Bas, 2021)
- Danish Siddiqui (Afghanistan, 2021)